# 永谷博
永谷 博（ながたに ひろし、1929年(昭和4年)9月30日 - 2011年(平成23年)5月26日）は、日本の実業家。元永谷園会長。

## 略歴
1929年（昭和4年）9月30日、東京府に生まれる。1952年（昭和27年）に法政大学経済学部を卒業し、大和証券に入社する。
1955年（昭和30年）、永谷園本舗に入社し、1958年（昭和33年）に取締役工場長、1962年（昭和37年）に常務、1974年（昭和49年）に専務を経て、1990年（平成2年）に社長に就任する。
1992年（平成4年）に社名を現社名「永谷園」に変更し、1996年（平成8年）に副会長に就任、のち会長、相談役に就任する。
2011年（平成23年）5月26日に死去、81歳。

## 家族
兄は永谷園創業者の永谷嘉男。
孫はシンガーソングライターのchay。

## 参考
- 『現代物故者事典2009-2011』（日外アソシエーツ、2012）